# Pere d'Aragó i de Sicília
Pere d'Aragó (vers 1270 - Tordehumos, Valladolid 1296) fou infant d'Aragó i lloctinent de Catalunya (1285-1296).
Fill petit del rei d'Aragó i comte de Barcelona Pere el Gran i de la seva esposa Constança de Sicília, i germà dels reis Alfons el Franc i Jaume el Just.
El 28 d'agost de 1291 es casà amb Guillema II de Montcada, filla de Gastó VII de Montcada, vescomte de Bearn.
L'any 1296 quan Ferran II de la Cerda l'ofereix al rei Jaume II el Just a canvi del seu suport contra l'infant hereu al tron de Castella, Ferran IV de Castella, mentre el seu germà entrava el mes d'abril a la Corona de Castella pel regne de Múrcia, ell ho feia per Sòria, i va morir el 25 d'agost de 1296 a Tordehumos (Castella).